# Lee Ranaldo
Lee Mark Ranaldo (født 3. februar 1956) er en amerikansk sanger, sangskriver og guitarist i det amerikanske støjrockband Sonic Youth, Lee Ranaldo & The Dust og kendt for at anvende et stort udvalg af (Fender)guitarer under deres shows.

## Solodiskografi
- From Here to Infinity (1987)
- A Perfect Day EP (1992)
- Scriptures of the Golden Eternity (1993)
- Broken Circle / Spiral Hill EP (1994)
- East Jesus (1995)
- Clouds (1997)
- Dirty Windows (1999)
- Amarillo Ramp (For Robert Smithson) (2000)
- Outside My Window The City Is Never Silent - A Bestiary (2002)
- Text Of Light (2004)
- Maelstrom From Drift (2008)
- Countless Centuries Fled Into The Distance Like So Many Storms EP (2008)
- Between The Times And The Tides (2012)

## Källor
- bio Allmusic